# Pestkowiec

Przekrój brzoskwini

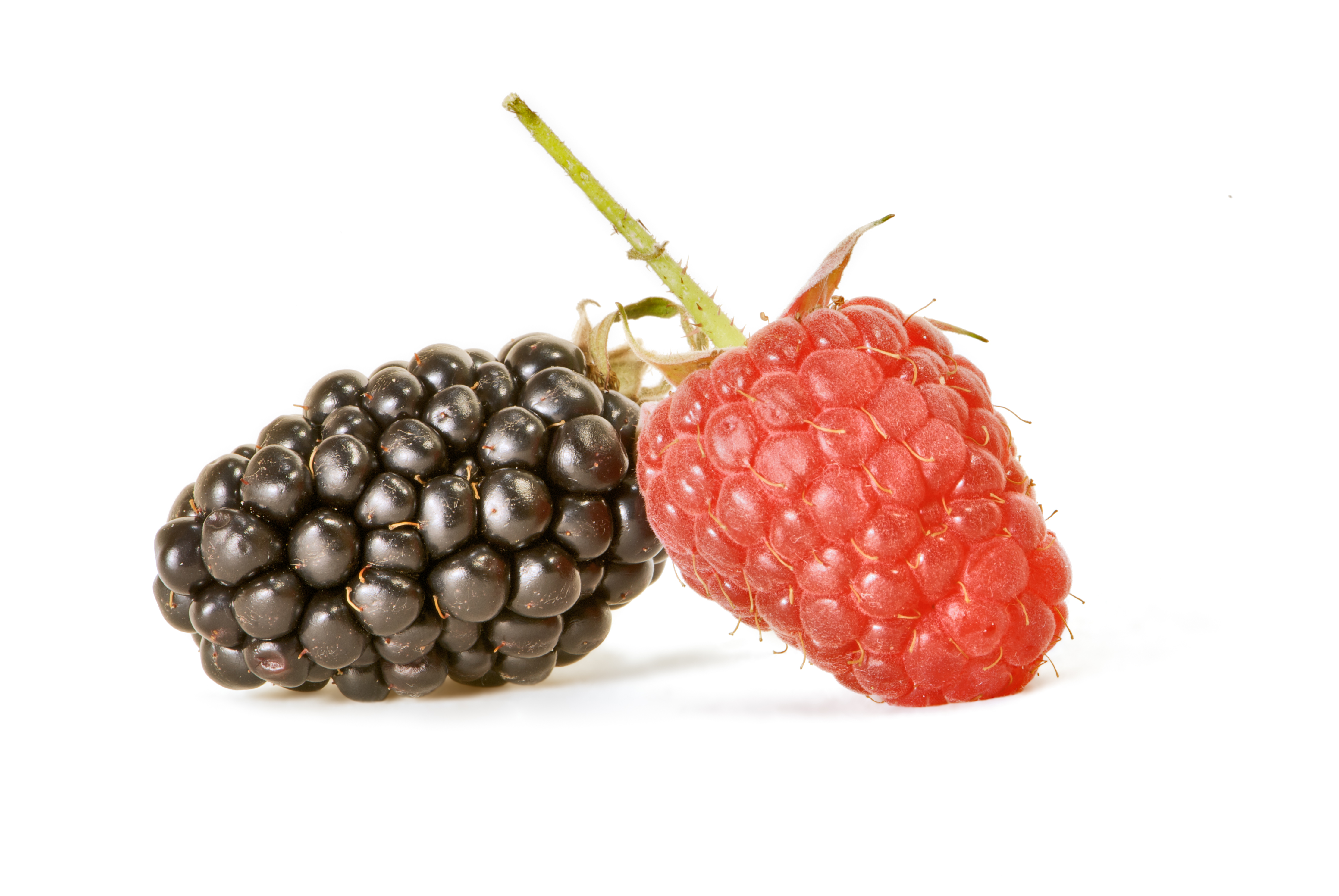
Wielopestkowce jeżyny i maliny

Pestkowiec (ang. drupe, stone fruit) – rodzaj owocu miąższowego (mięsistego). Podczas tworzenia się pestkowców zewnętrzna część owocni (egzokarp) tworzy skórkę, środkowa część (mezokarp) mięśnieje, a wewnętrzna część (endokarp) twardnieje i drewnieje. Twarda, wewnętrzna część owocni nazywana jest pestką i różni ten typ owocu od jagody, która jest zmięśniała w całości. 
Egzokarp tworzy epidermę owocu oraz czasem także kilka warstw komórek kolenchymy tuż pod nią. Epiderma pokryta jest zwykle kutykulą chroniącą przed utratą wody mięsiste wnętrze owocu, czasem pokryta jest także włoskami (np. u brzoskwini). 
Zmięśniały mezokarp tworzony jest przez tkankę miękiszową. W zależności od budowy chemicznej i histologicznej tkanka ta może mieć różne właściwości (soczystość, aromat, zwarcie i stopień przylegania do pestki). W owocach soczystych podczas dojrzewania maleje grubość ścian komórkowych komórek miąższu, tak że łatwo się one rozpadają. U wielu pestkowców soczysty mezokarp jest jadalny (np. czereśnia, tarnina, oliwka) i wabi zwierzęta pożywiające się takimi owocami, przyczyniające się w ten sposób do rozsiewania nasion. Czasem przejście przez przewód pokarmowy pobudza nasiono do kiełkowania. U niektórych pestkowców mezokarp pozostaje zielony i jest niejadalny (np. orzech włoski i migdałowiec pospolity), u których jadalną częścią jest nasiono wewnątrz pestki). U wielu gatunków związanych z siedliskami brzegów morskich w strefie tropikalnej mezokarp jest włóknisty, zawiera powietrze i umożliwia owocom pływanie (np. kokos). 
Wewnętrzna warstwa owocni (endokarp) tworząca pestkę, składa się ze zwartych sklereidów zwykle wydłużonych i wygiętych, a dodatkowo różnie ułożonych w różnych warstwach. Budowa taka zapewnia bardzo dużą wytrzymałość mechaniczną. Pestka zwykle pęka dopiero podczas kiełkowania. Zewnętrzna część pestki jest zwykle chropowata i nierówna. Przez jej zagłębienia przebiegają wiązki przewodzące wnikające do mezokarpu. W owocu powstawać może od jednej (np. śliwy, orzech włoski) do kilku pestek (np. nieszpułka i bez). Wewnątrz pestki znajduje się nasiono o cienkiej łupinie nasiennej, często zupełnie zredukowanej (zgniecionej).
Pestkowce powstają ze słupka pojedynczego. Z kwiatów wielosłupkowych (apokarpicznych) powstają owoce zbiorowe – wielopestkowcowe (np. u maliny). Liczne i zwykle drobne wówczas pestkowce osadzone są na wspólnej osi powstającej z dna kwiatowego. Poszczególne owocki mogą zrastać się zmięśniałymi częściami owocni lub sczepiają się za pomocą drobnych włosków wyrastających z epidermy (tak jest u malin).
Z przekształcenia całych kwiatostanów powstawać mogą owocostany pestkowcowe. Przykładem jest owocostan figowca, tworzony przez silnie zmięśniałą oś kwiatostanu, w której wgłębieniu znajdują się liczne drobne pestkowce.